# Moenkhausia browni
Moenkhausia browni är en fiskart som beskrevs av Eigenmann, 1909. Moenkhausia browni ingår i släktet Moenkhausia och familjen Characidae. Inga underarter finns listade i Catalogue of Life.